# به دنبال روشنایی
«به دنبال روشنایی» (انگلیسی: Look for the Light) قسمت نهم و پایانی از فصل اول مجموعه درام پسا-آخرالزمانی آمریکایی آخرین بازمانده از ما است. این قسمت که توسط کریگ مازن و نیل دراکمن، سازندگان این مجموعه، نوشته و توسط علی عباسی کارگردانی شده است، در ۱۲ مارس ۲۰۲۳ از شبکه اچ‌بی‌او پخش شد. در این قسمت، جوئل (پدرو پاسکال) و الی (بلا رمزی) به سالت لیک سیتی، یوتا می‌رسند تا به دنبال بیمارستانی بگردند که توسط کرم‌های شب‌تاب تحت رهبری مارلین (مارلی دندریج) اداره می‌شود. سپس یک فلش‌بک به دوران تولد الی می‌پردازد و مادر او، آنا (اشلی جانسون)، در حال زایمان نمایش داده می‌شود.
این قسمت در مه ۲۰۲۲ در کلگری و گرند پریری، آلبرتا فیلم‌برداری شد. اشلی جانسون، که نقش الی را در بازی‌های ویدیویی که این مجموعه بر اساس آن‌ها ساخته شده ایفا کرده بود، در نقش آنا، مادر الی، به عنوان مهمان حضور داشت. مازن و دراکمن حضور او را به دلیل نزدیکی‌اش به بازی‌ها مهم دانستند. دراکمن داستان آنا را برای بازی‌های ویدئویی یا رسانه‌های مرتبط طراحی کرده بود، اما تا زمان ساخت مجموعه تلویزیونی از آن استفاده نشده بود. این قسمت نقدهای مثبتی دریافت کرد و از کارگردانی، فیلم‌برداری، موسیقی و بازی‌های پاسکال، رمزی و جانسون تمجید شد، اگرچه برخی منتقدان روند داستانی آن را شتاب‌زده ارزیابی کردند. این قسمت در روز اول پخش خود توسط ۸٫۲ میلیون بیننده تماشا شد.